# Abadia de Ottobeuren

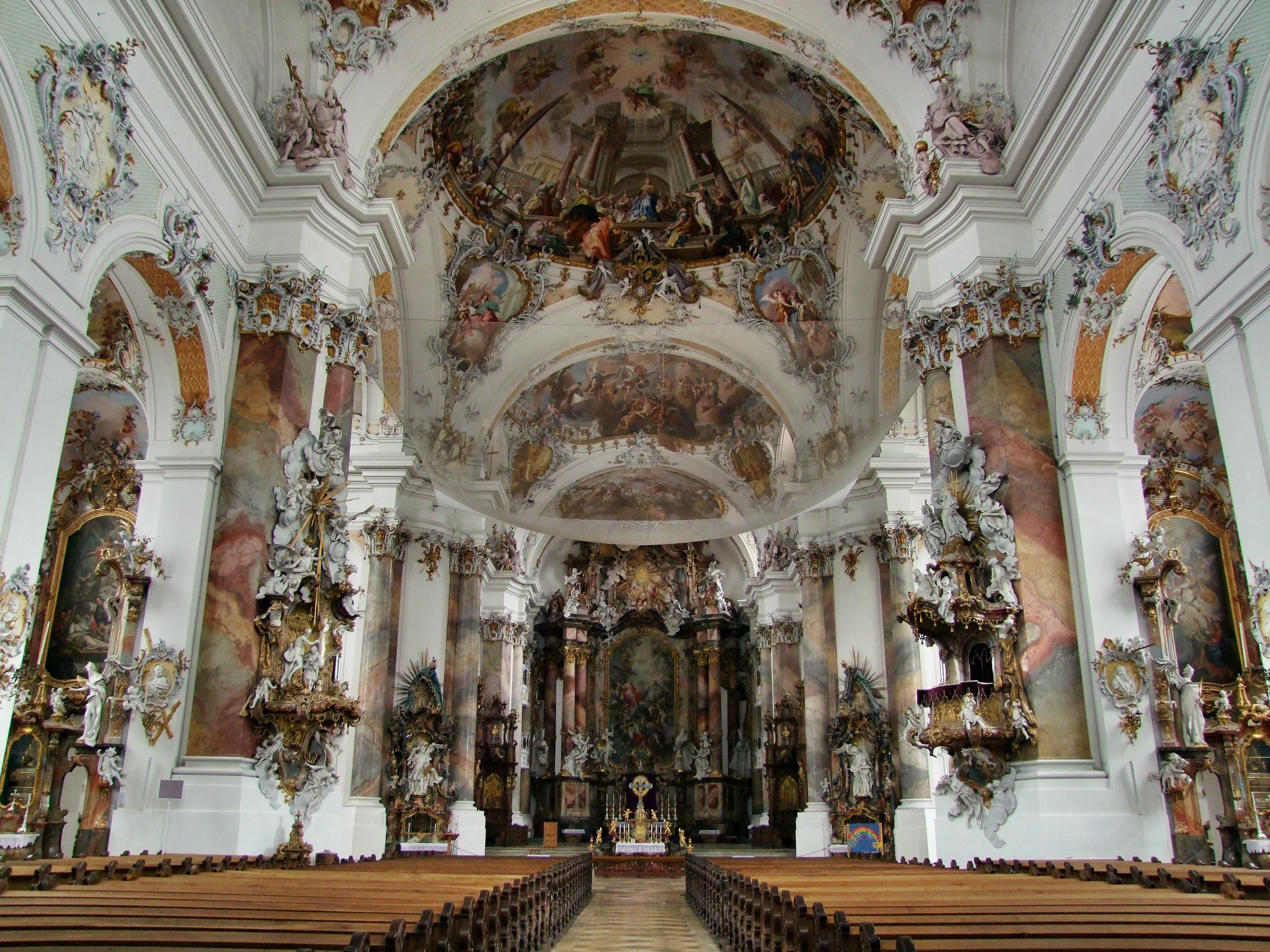
Interior da igreja.

A Abadia de Ottobeuren é uma importante abadia beneditina localizada em Ottobeuren, Alemanha.
Foi fundada em 764 pelo Beato Toto e dedicada a Santo Alexandre mártir. No século XI a disciplina monástica estava em declínio, até que o abade Adalhalm introduziu a Reforma de Hirsau, ao mesmo tempo em que se restauravam os edifícios, completados pelo seu sucessor o abade Rupert I.
Em 1153 e novamente em 1217 a abadia foi consumida pelo fogo. No século XIV estava tão decadente que só restavam oito monges. Sob o abade Leonard Wiedemann, no século XVI, começou sua recuperação, estabelecendo uma gráfica e uma casa de estudos para monges.
Havia sido elevada à condição de abadia imperial em 1299, mas perdera a posição em 1624 em um processo judicial. Recuperou-a em 1710, quando iniciou seu período de maior florescimento, que durou até sua secularização em 1802. Entre 1711 e 1725 foi erguida a abadia atual, por cuja imponência recebeu o apelido de "O Escorial da Suábia". Em 1737 iniciou-se a construção da igreja, completa em 1766.
Em 1834 o rei Luís I da Baviera refundou a abadia como um priorado beneditino, submetido a Augsburgo. Em 1918 recebeu a posição de abadia independente. Pela abadia passaram personalidades como Nicolas Ellenbog, humanista, Jacob Molitor, Albert Krey, hagiógrafo, Augustine Bayrhamer e Maurus Feyerabend, historiadores, o abade Honoratus Goehl, musicólogo e fundador de duas escolas, e por fim Ulric Schiegg, matemático e astrônomo.
Além de ser uma grande atração pela sua riqueza arquitetônica e artística, a abadia mantém um dos mais intensos programas musicais da Baviera. Possui um órgão precioso construído pelo célebre construtor Karl Joseph Riepp.